# Alexandre Guillaume de Melun
Pour les articles homonymes, voir Melun (homonymie).
Alexandre Guillaume de Melun (1619 † 16 février 1679 - Château d'Antoing), prince d'Épinoy, est un militaire français du XVIIe siècle.

## Biographie
Alexandre de Melun, prince d'Épinoy, marquis de Roubaix, comte de Néchin, seigneur de Franleu, etc., connétable de Flandre, sénéchal de Hainaut, chevalier des Ordres du roi, était né en 1619, second fils du prince Guillaume de Melun et de la princesse Ernestine « d'Aremberg ».
Ayant dès sa jeunesse embrassé la profession des armes, à l'exemple de ses aïeux, il avait accompagné dans toutes leurs expéditions les maréchaux de La Meilleraye et de Gassion, et s'était même trouvé près de ce dernier, quand il fut mortellement blessé au siège de Lens, en 1647.
Alexandre Guillaume jouit des honneurs de la cour à raison de son origine, l'année 1665 (« Nos rois dès les premiers âges de la France, ont traité de Cousin l'aîné des Melun), et ils se sont réservé de consentir à leurs mariages, de les agréer et d'en signer l'acte »).
Il avait fait la plupart des campagnes jusqu'au traité des Pyrénées, et suivi le roi dans la campagne de Flandre où il avait reçu, au siège de Douai (1667), une grave blessure au coude. La conquête de la Flandre (guerre de Dévolution), où étaient situés les biens en litige en les maisons de Melun et de Ligne, fut assurée à la France, en 1668, à Aix-la-Chapelle. Alexandre-Guillaume de Melun, prince d'Épinoy, qui semblait marcher en même temps que le roi à la conquête de son héritage, et avait eu dans cette campagne le bras fracassé d'un coup de canon, demanda à Louis XIV, après la victoire, les restitutions vainement réclamées depuis si longtemps. Sa requête examinée, ses droits furent reconnus légitimes, et il fut mis en possession du patrimoine de ses ancêtres et particulièrement des terres d'Antoing, de Cysoing et de Roubaix.
Il suivit encore le roi au siège de Maestricht en 1673, et ne cessa de porter les armes que quand ses infirmités le forcèrent à les déposer.

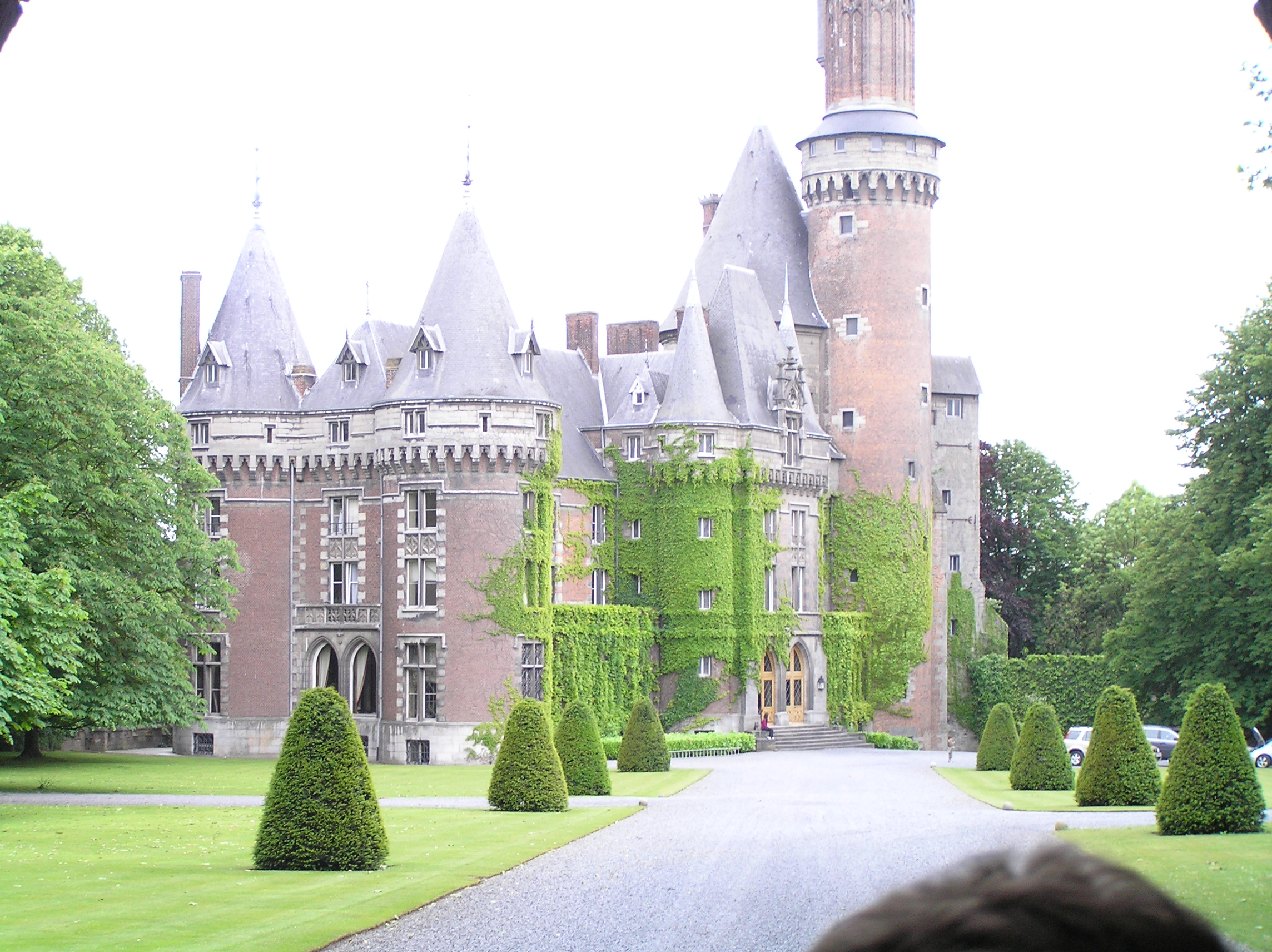
Le château d'Antoing.

Le petit-fils de Pierre de Melun jouit paisiblement de l'immense fortune et de tous les titres possédés par ses pères, et mourut le 16 février 1679, en son château d'Antoing près de Tournai, le 16 février 1679 avec les sentiments de piété qu'il avait conservés toute sa vie. Son corps fut porté dans l'église du couvent des dominicains de Lille.
Reconnaissant des honneurs et des bienfaits qu'il en avait reçus, le baron de Vuoerden lui fit cette épitaphe :

« (la) Perenni memoriœ Guillelmi Alexandri de Melun, principis d'Espinoy, marchionis de Roubaix, Flandriœ comestabilis, regionim ordinum equitis, oriundi ea andquissimi generis nobilitate quœ infraregium supremum que fastigium omni natalium splendori aut pavest aut superior.
Sanguis atque honos gentilitius, primariœ apud Gallos, Belgasque familiœ, ductus ab Aureliano régis Clodovei aulico, in venus vice-comitum Melodunensium, comitum Tancarvilliorum, principum Espinoyorum, per M. C. annorum sérient pervenit ; et quod paucorum virum sit stemma is sanguis per atavos Albretios, Lotharingos, Palatinos, Luxemburgios, Fuxienses, omnibus christiani orbis regibus est agnatus.
Inventam ille in armis bellis que contra Hispanum, vindictam et Martem ultorem quœrens exegit, Marescalles Mellerayo et Gassionœo, in prœliis et periculis omnibus individuus cornes.
In decretoriâ Atrebati obsidione MDCLIV, manu exemplo, propriis impendiis, acer propugnator, felix etiam vindex fecit ; reliquis quoad valetudo tulit, bellis Ludovico magno. Fidem, operam, animum, virtutem non nunquàm vel cruento caractère obligavit.
Conjugem adscivit in dominatrice principum Rohanœorum prosapiâ, ex quâ geniti bini mares, binœ filiœ preclarœ prosteritatis spes et semina. Mecenati de me meisque summâ munificentiâ merito, desituri nunquàm, gratianimi monumentum posui, dicavi M. A. B. D. V. »

Le prince d'Épinoy avait épousé en secondes noces, le 11 avril 1668, Jeanne-Pélagie Chabot de Rohan-Chabot, morte à Versailles le 18 août 1698, à 47 ans, fille puînée de Henri Chabot, Henri de Chabot, pair de France, gouverneur d'Anjou, et de Marguerite, duchesse de Rohan, princesse de Léon et comtesse de Porhoët. Le corps de la princesse d'Épinoy fut rapporté à l'église du couvent des dominicains de Lille, pour être inhumé dans une chapelle qu'elle avait fait bâtir. Ses funérailles furent célébrées avec pompe, à Roubaix, le 9 septembre suivant. La chapelle Sainte-Croix conserva pendant six semaines sa parure de deuil et durant tout ce temps la grosse cloche fut sonnée trois fois par jour, ainsi que cela s'était pratiqué aux funérailles du prince d'Épinoy, en 1679.

## Ascendance et postérité
- Alexandre Guillaume de Melun se maria deux fois :

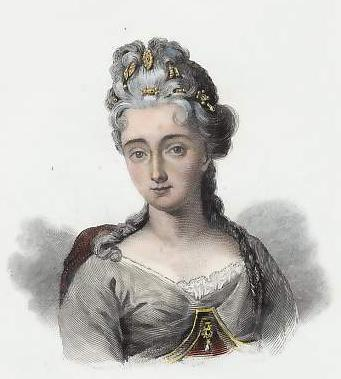
Jeanne Pelagie de Rohan-Chabot.

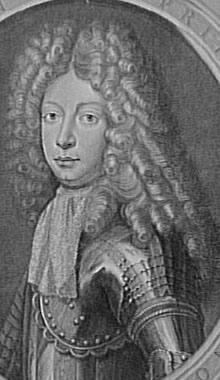
Louis Ier de Melun (1673†1704).

  - ∞ 1°. le 19 avril 1665, Louise Anne de Béthune (vers 1643 † mourut en couches à Épinoy, le 14 septembre 1666), fille de Louis de Béthune (5 février 1605 † 20 mars 1681), 1er duc de Chârost (1672), chevalier des ordres du roi, et de Marie L'Escalopier. Ensemble, ils eurent :
    - Louise Marie Thérèse (septembre 1666[3] † 31 octobre 1683), mariée, le 2 novembre 1680, avec son cousin germain Armand Ier de Béthune (25 mars 1663 † 23 octobre 1747), 3e duc de Chârost et pair de France, baron d'Ancenis (ancienne baronnie de Bretagne), chevalier des Ordres du roi, capitaine de ses gardes du corps du roi, lieutenant général de Picardie, pair et président de la noblesse aux États de Bretagne, gouverneur de la personne du roi, lieutenant général des armées de Sa Majesté, dont postérité ;

  - ∞ 2°[4]. le 11 avril 1668 avec Jeanne Pélagie de Rohan-Chabot (3 juillet 1651 † 18 août 1698 - Versailles), dame de Montlieu, fille de Henri de Chabot (1616 † 1655), 2e duc de Rohan, dont :
    - Marie-Marguerite-Françoise (9 mai 1671 - Paris † 4 avril 1759 - Paris, enterrée dans l'église de Saint-Paul), morte « fille » ;
    - Anne-Julie (11 août 1672 - Paris † 2 novembre 1734), morte dans sa soixante troisième année, sans avoir été mariée ;
    - Louis Ier (1673 † 1704), prince d'Épinoy ;
    - François-Michel-Auguste (14 décembre 1674 - Arras † décembre 1691), sans alliance ;

Contrat de mariage Guillaume de Melun et Pélagie de Chabot
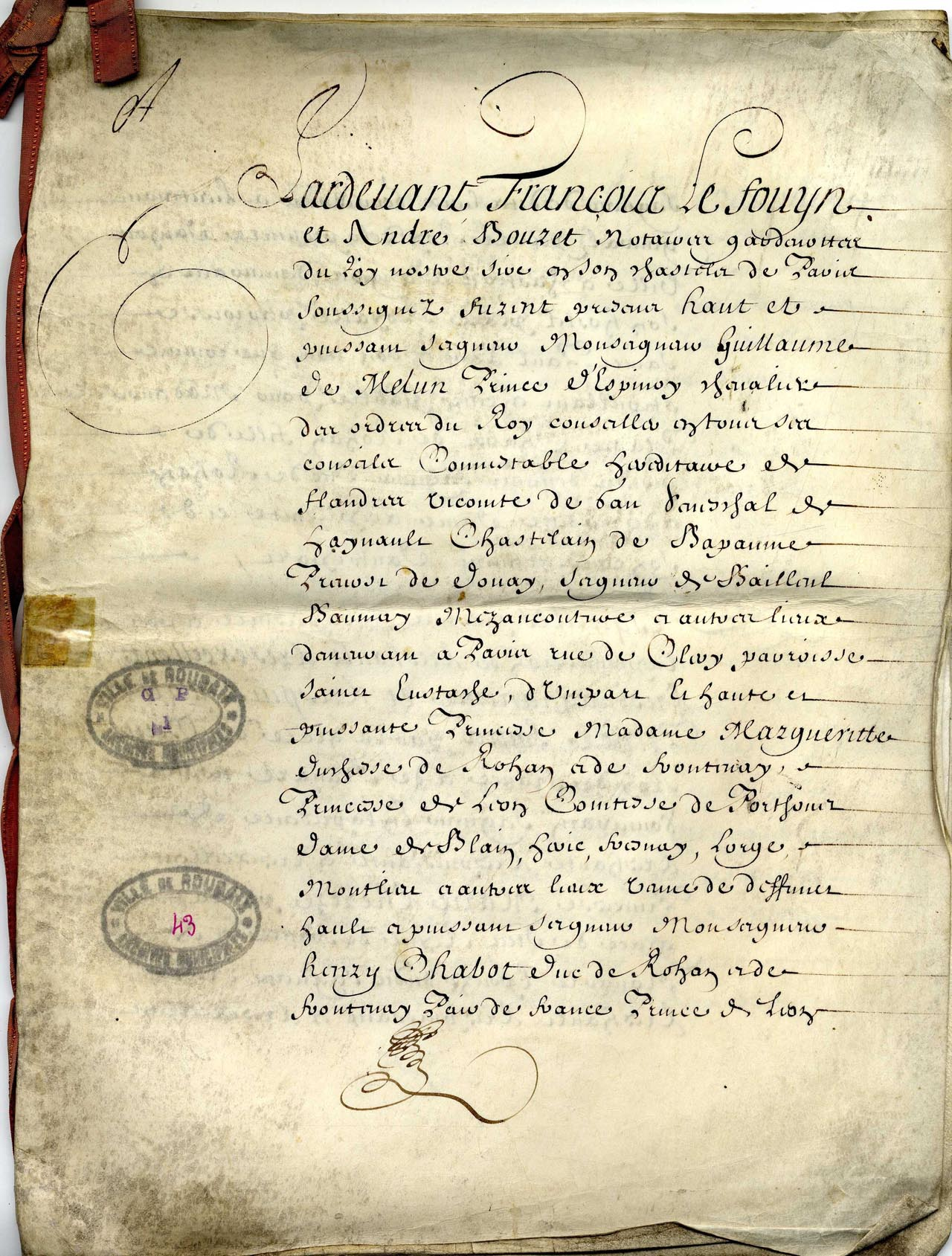
Page 1
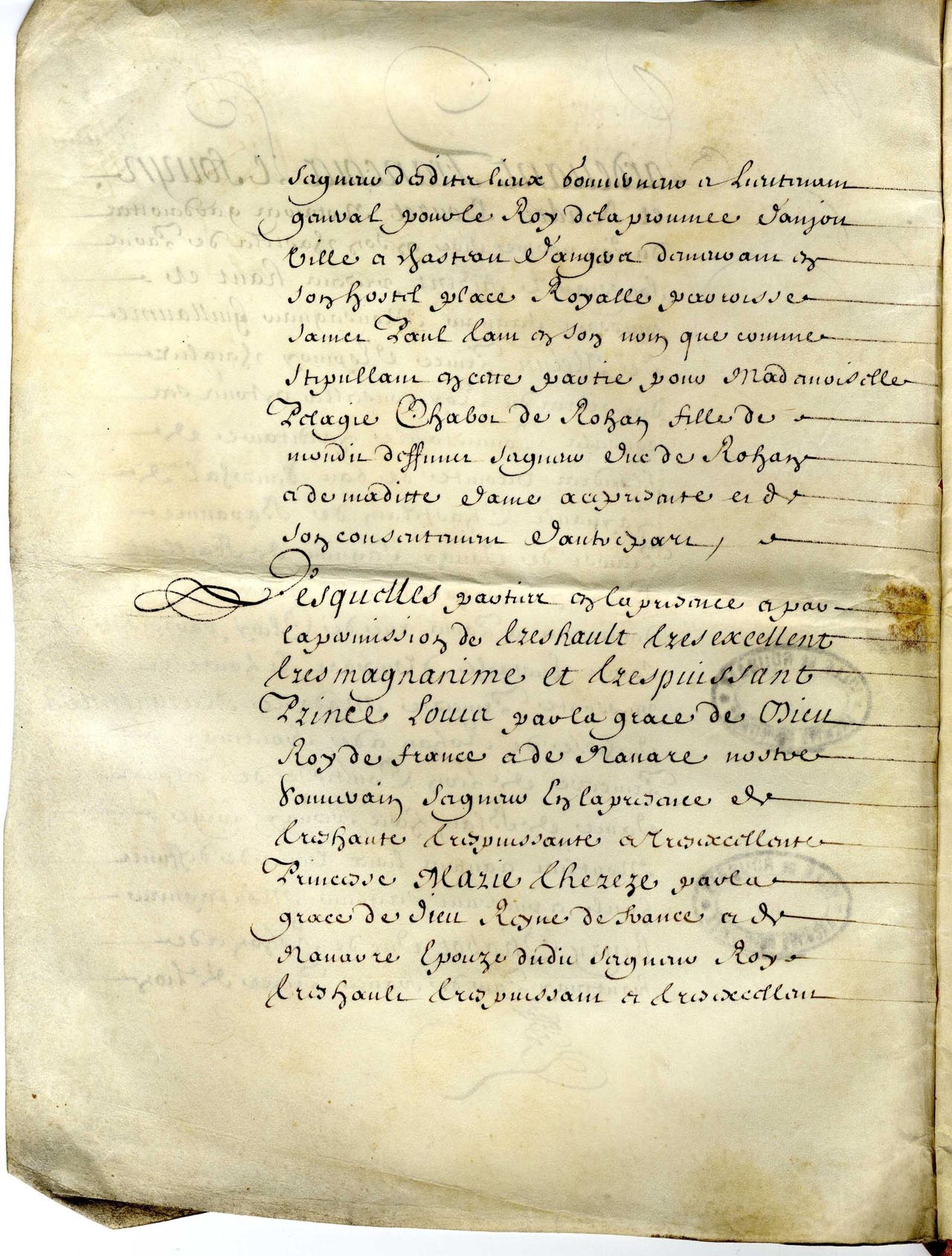
Page 2
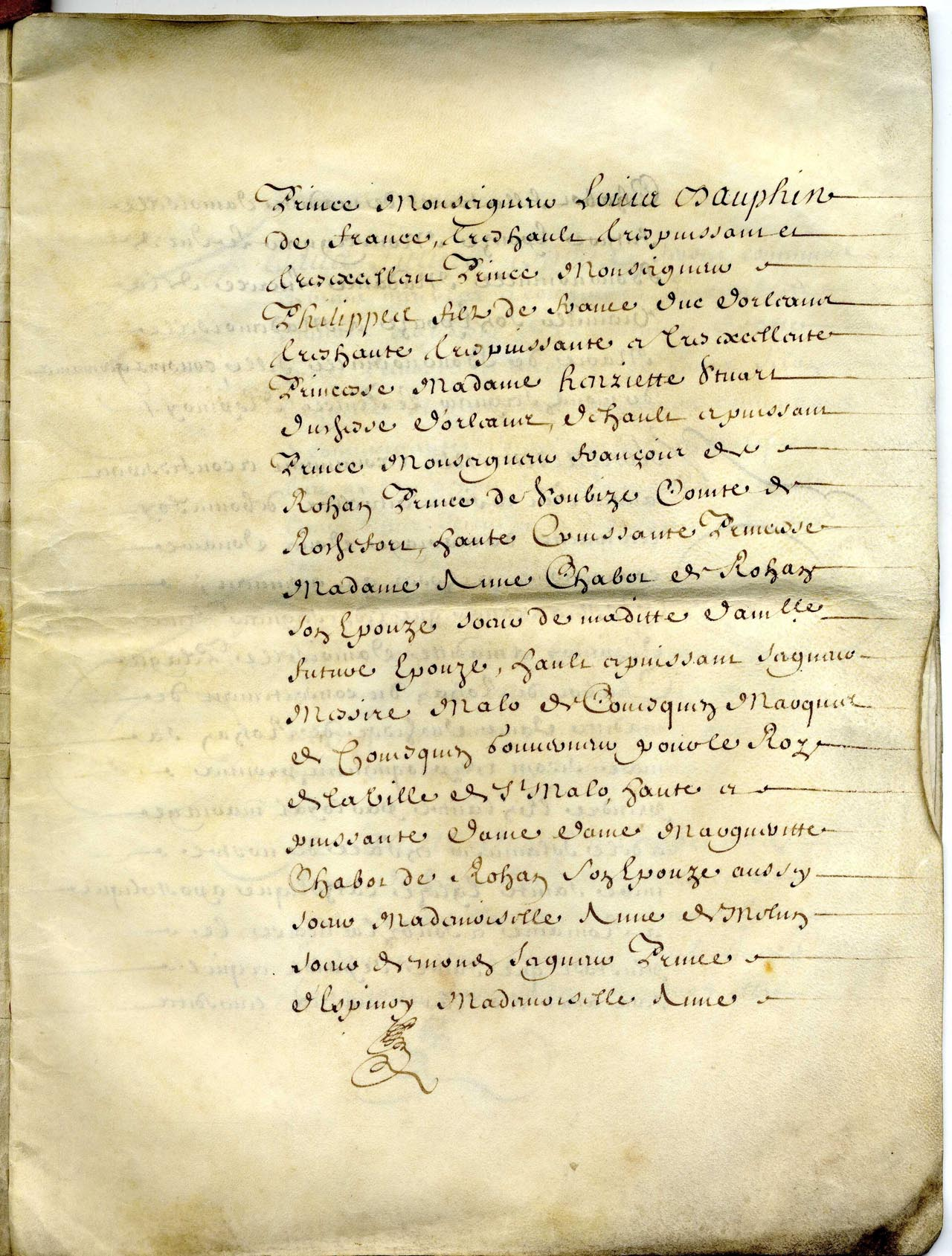
Page 3
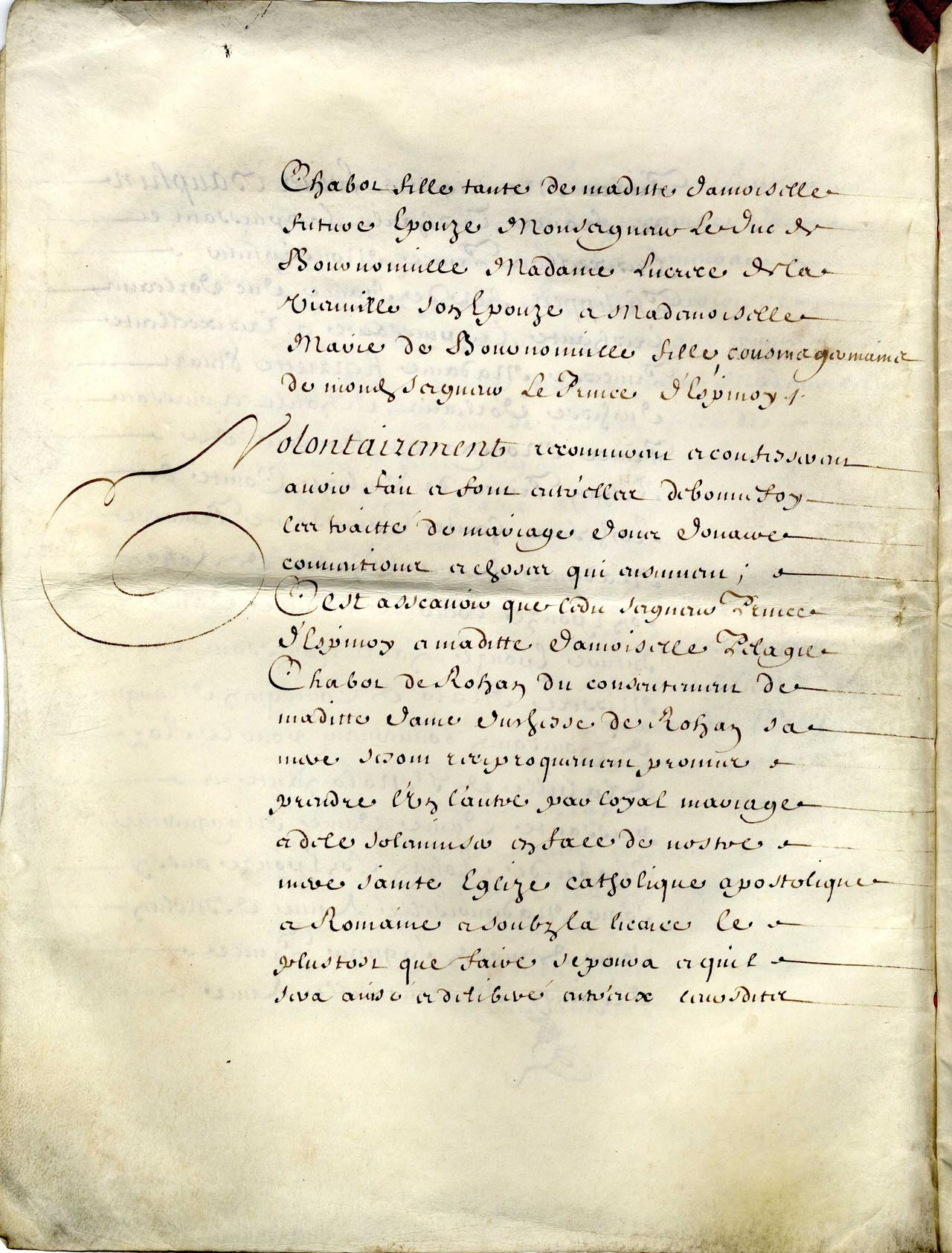
Page 4
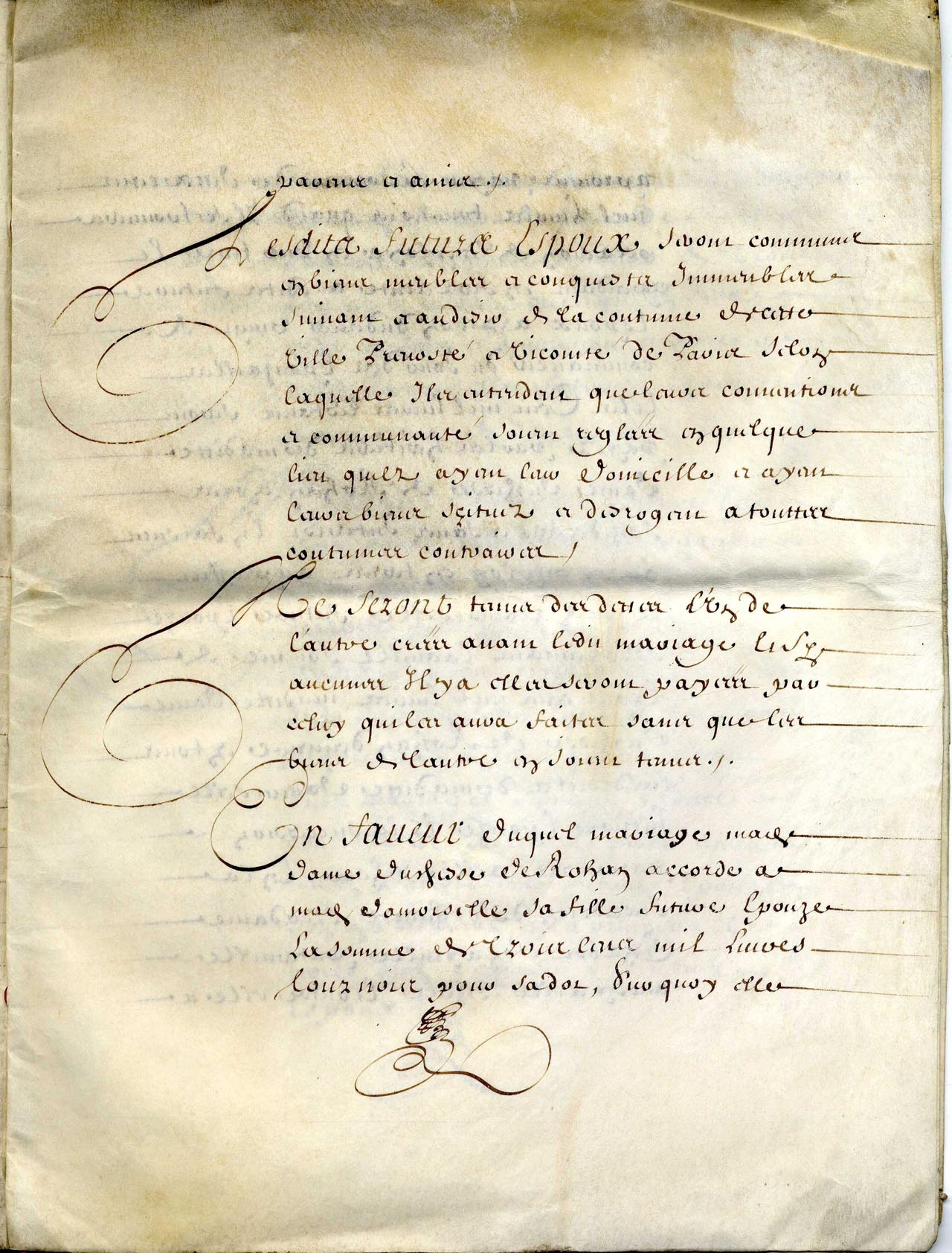
Page 5
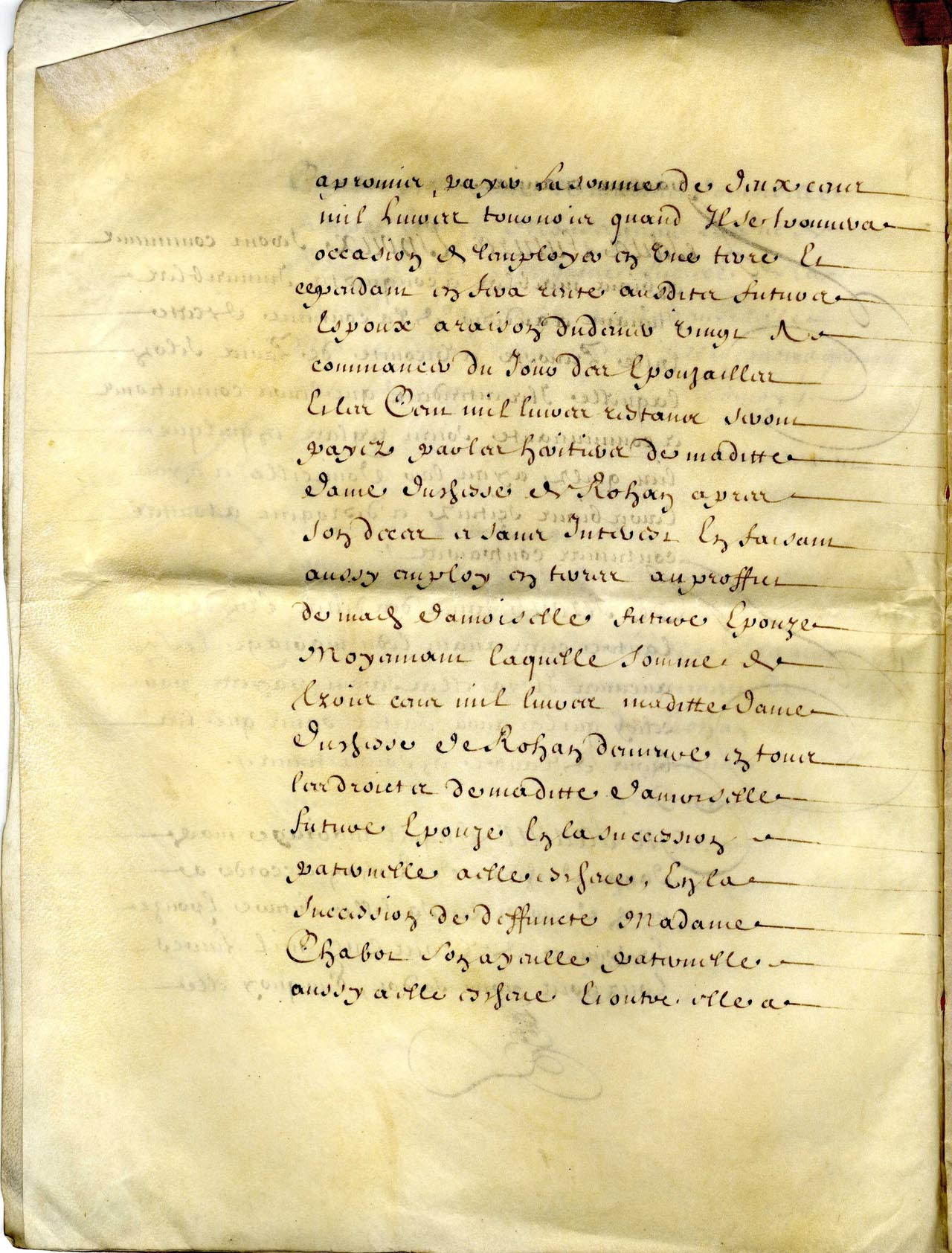
Page 6
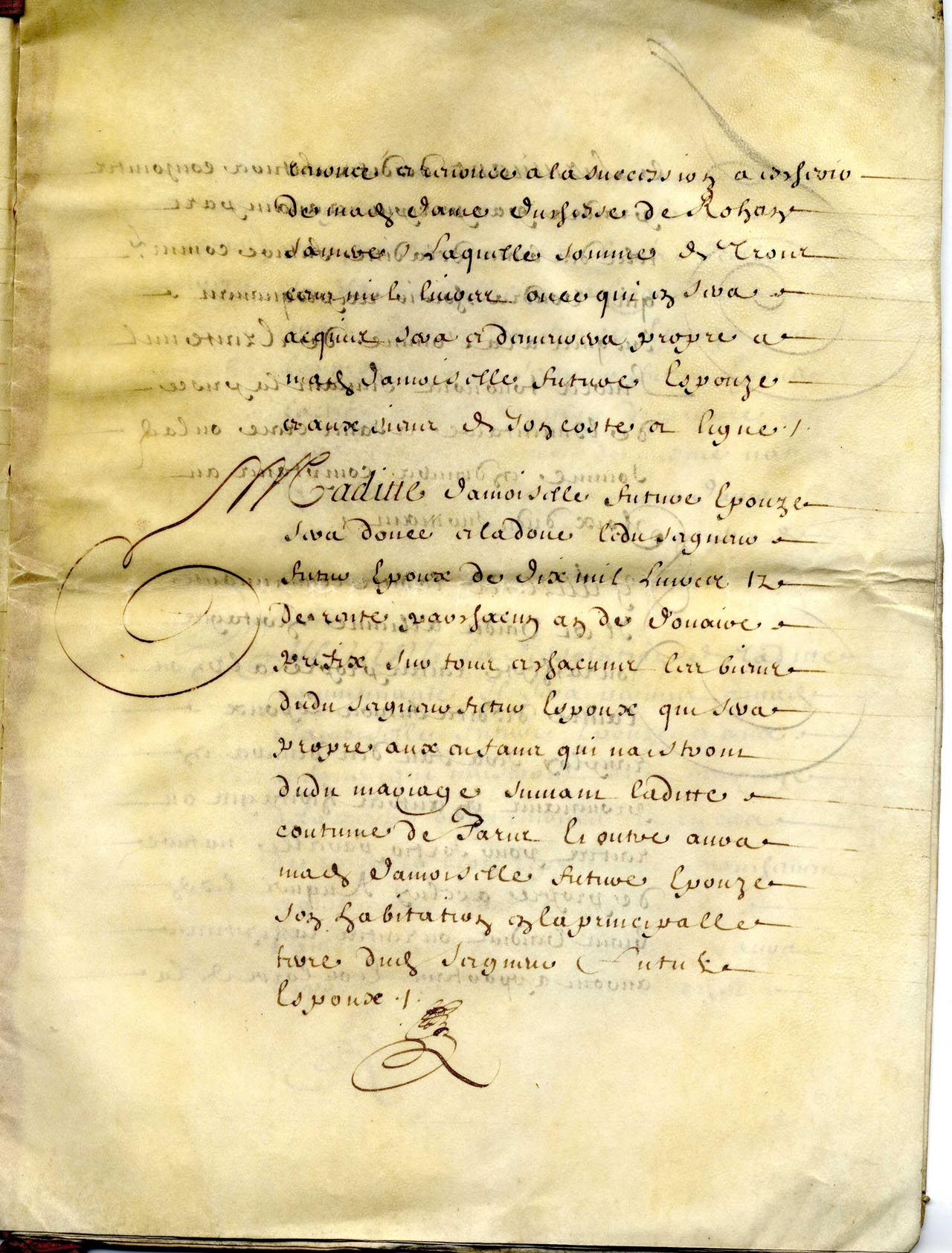
Page 7
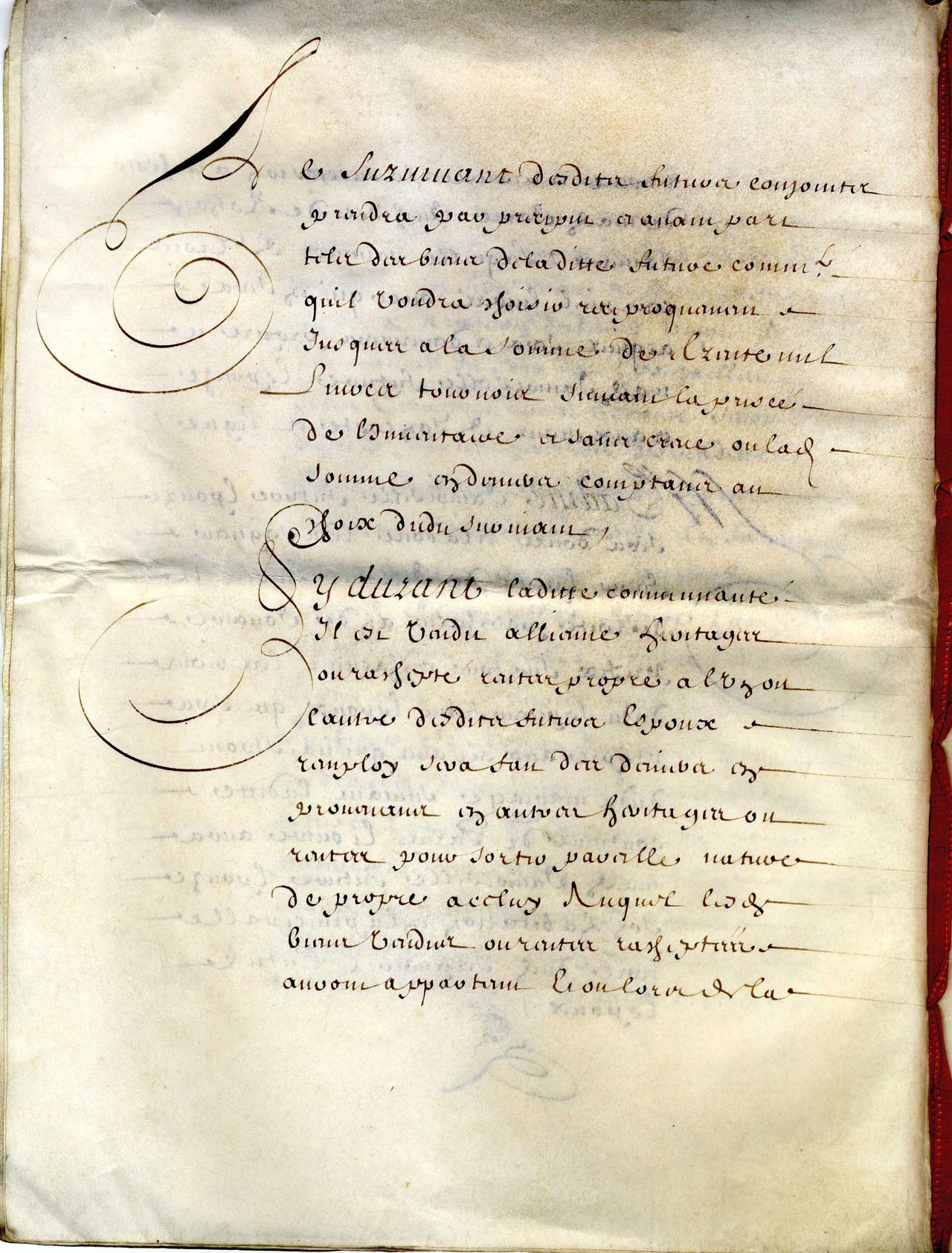
Page 8
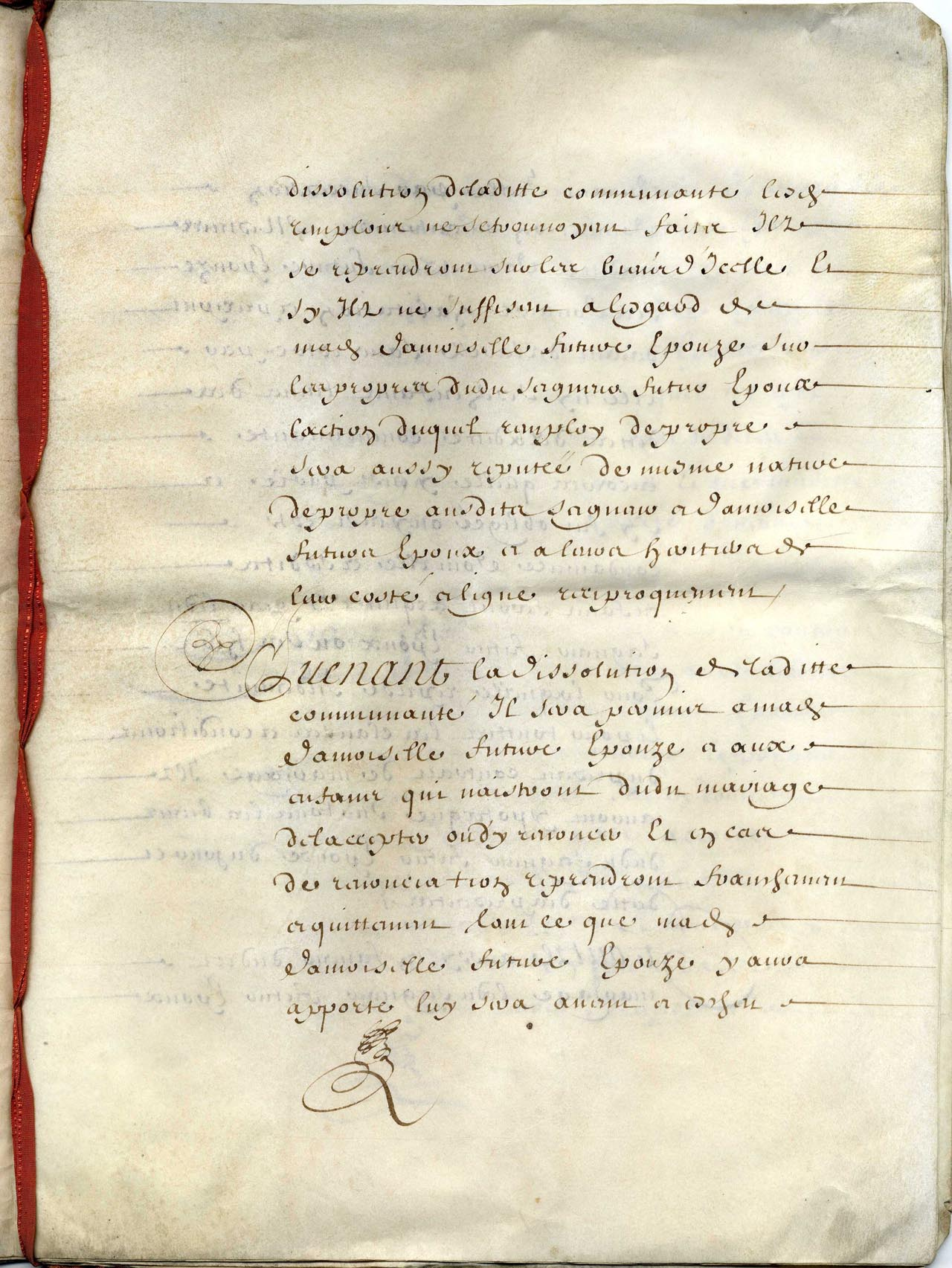
Page 9
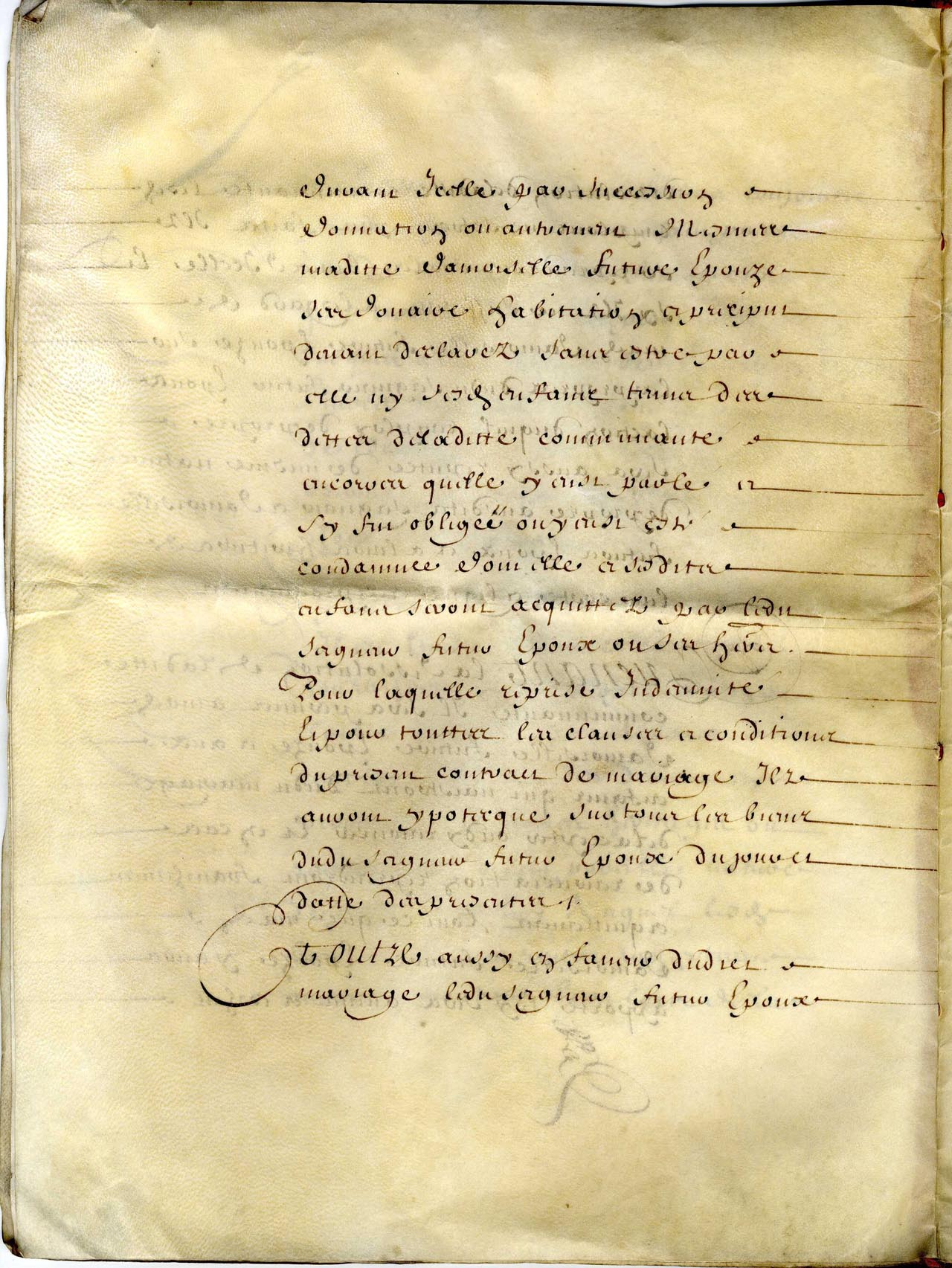
Page 10
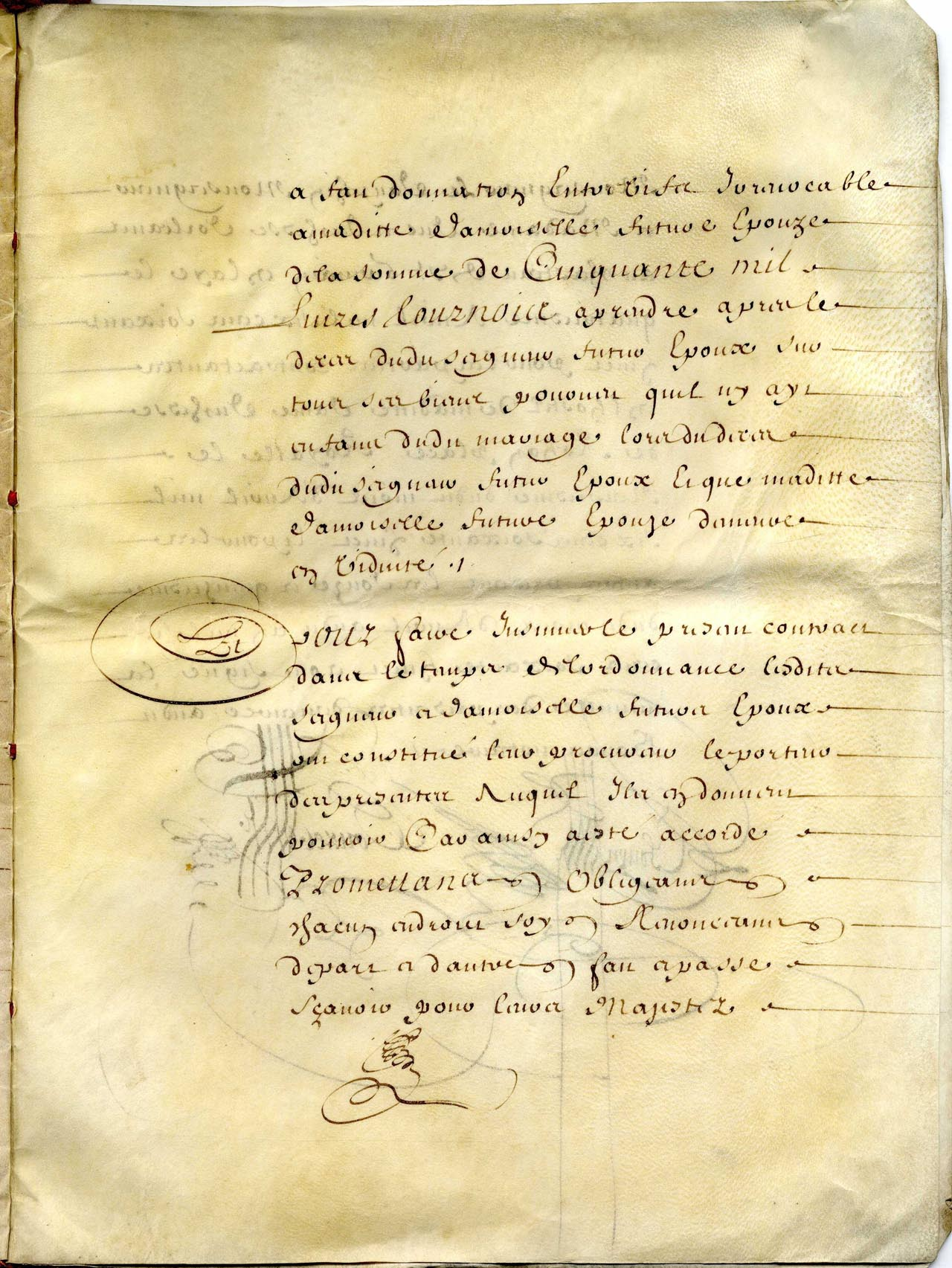
Page 11
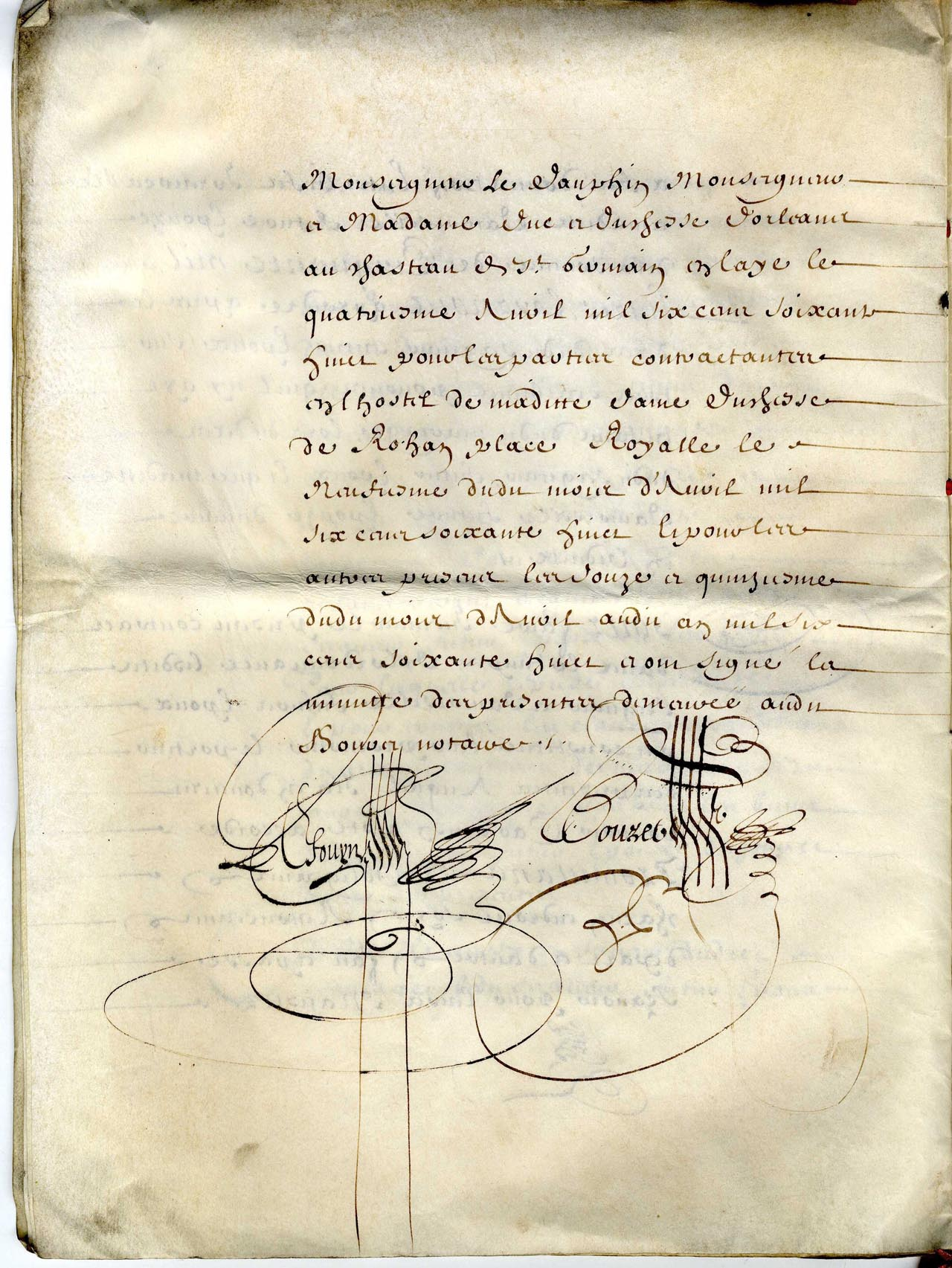
Page 12
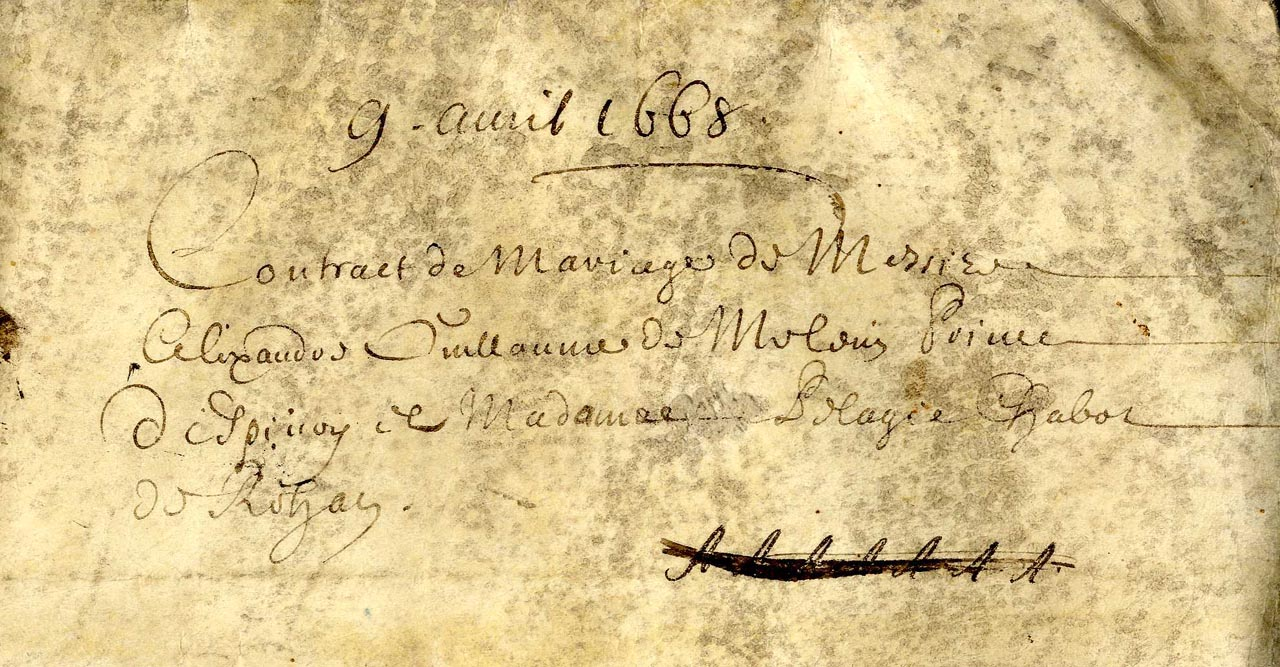
Page 13

## Décorations
Il fut fait chevalier du Saint-Esprit le 31 décembre 1661.

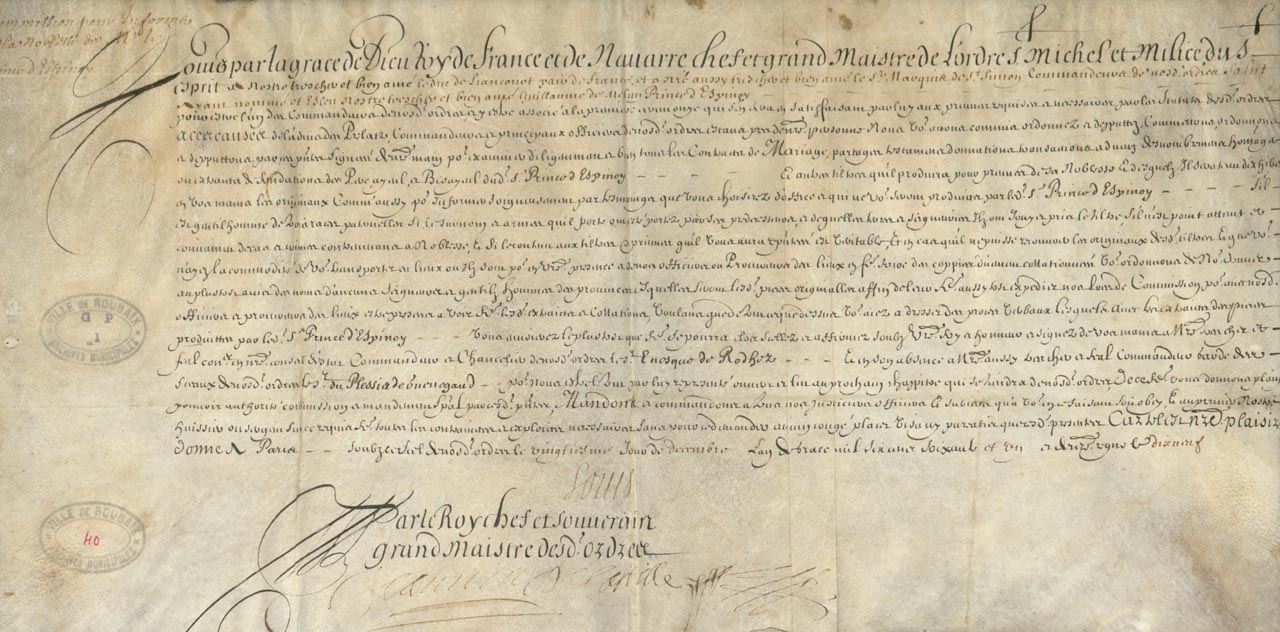
Information de la noblesse de Guillaume de Melun - RBX AMR PR 012